# Isometrum
Isometrum é um género botânico pertencente à família Gesneriaceae.

## Espécies
| - Isometrum crenatum - Isometrum eximium - Isometrum farreri - Isometrum fargesii - Isometrum giraldii - Isometrum glandulosa - Isometrum lancifolium | - Isometrum leucanthum - Isometrum lungshengense - Isometrum nanchuanicum - Isometrum pinnatilobatum - Isometrum primuliflorum - Isometrum sichuanicum - Isometrum villosum |